# Лариса Рікельме
Лари́са Мабель Ріке́льме Фру́тос, більш відома як Лариса Рікельме (ісп. Larissa Mabel Riquelme Frutos; нар. 22 лютого 1985) — парагвайська модель і акторка міського театру в Асунсьйоні. З 2010 року вона є найбільш високооплачуваною моделлю в Парагваї.

## Біографія
Народилася 22 лютого 1985 року в столиці Парагваю Асунсьйоні, у родині Романа Флоренсіо Рікельме Раміреса (Román Florencio Riquelme Ramírez) і Лімпії Фрутос (Limpia Frutos).
Міжнародної популярності Лариса Рікельме набула під час ЧС-2010. Прихильницею національної збірної з футболу вона вперше була представлена в міжнародних ЗМІ під час гри між Парагваєм і Італією з її мобільним телефоном Nokia E71-1 у грудях (у рамках акції для мобільного телефону компанії). Рікельме є обличчям бренду дезодоранту «Axe» в Парагваї її також можна було побачити й в пізніший грі на чемпіонаті світу зі словом «Axe», написаним на її грудях, як реклама дезодоранту.
Ставши однією з найбільш шуканих осіб в Інтернеті, вона була названа «Дівчиною Кубка світу» (англ. World Cup's Girlfriend) газетою Marca, найбільшою іспанською спортивною газетою. Вона була також описана як найвідоміша шанувальниця Кубка світу.
Разом з роботою моделлю Рікельме також брала участь у Bailando por un Sueño — парагвайській версії «Танців з зірками».
Продовжила підтримувати свою збірну і на наступному міжнародному турнірі — Кубку Америки 2011, який проходить у Аргентині. Після того, як збірна Парагваю у чвертьфіналі сенсаційно обіграла Бразилію Рікельме влаштувала еротичну фотосесію на стадіоні місцевого клубу «Велес Сарсфілд».